# アサラト

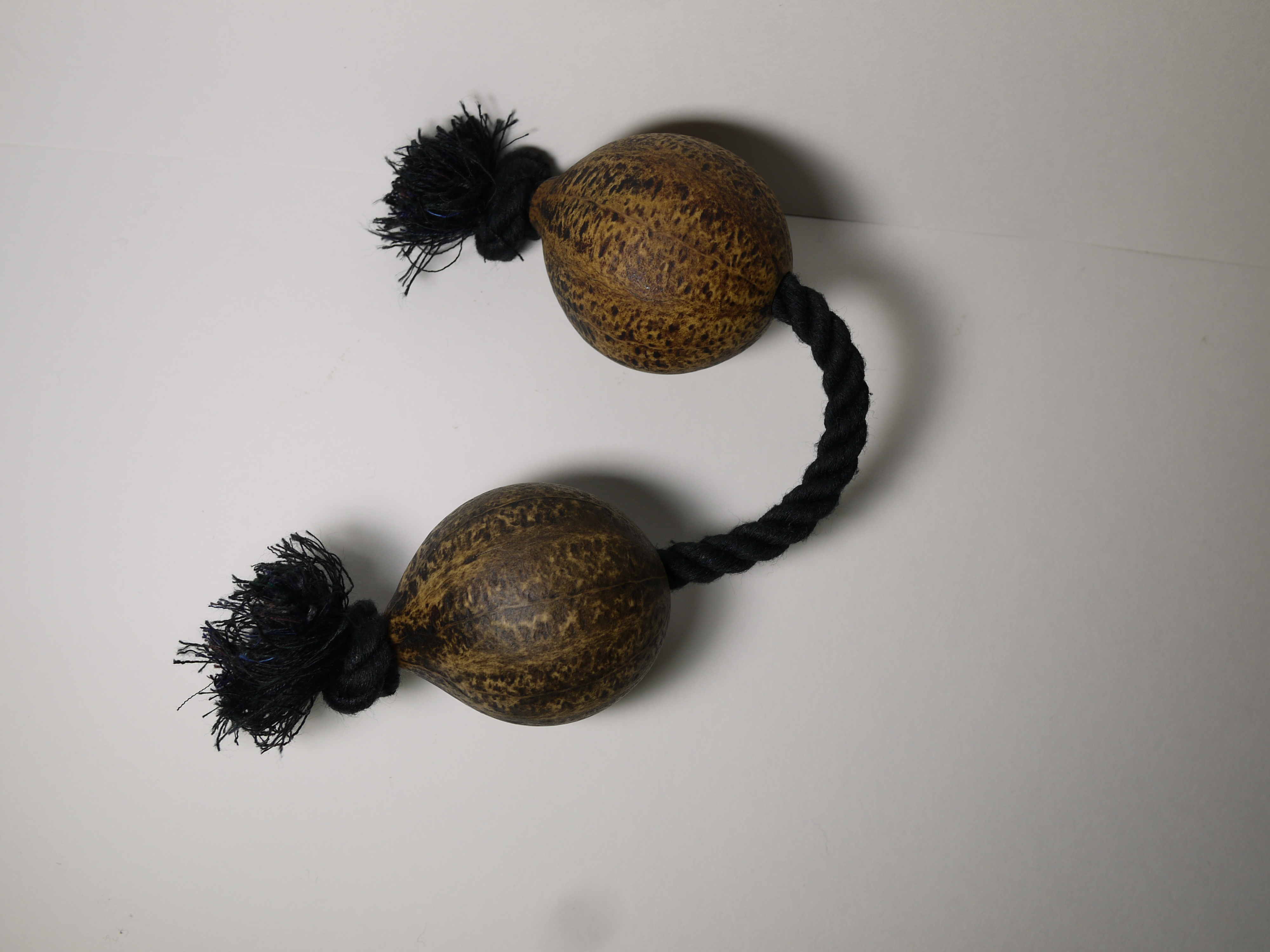
アサラト

アサラト（Asalato）とは打楽器に分類される西アフリカ生まれの民族楽器。元々はアフリカの母親が子供に作ったおもちゃとされる。
西アフリカからアラビア半島にかけて分布するイイギリ科の木『オンコバスピノサ』の実の中に
『ワイルーロ』と呼ばれるマメ科の植物の種を入れシェイカーのように演奏する。

## 形状・特徴
直径5センチ程度の球状の木の実二つを20～25センチ程度の紐で結びつけてあり、両方の木の実には草の実が入っている。ちなみに一般的に紐の両端につける玉は木の実だが、最近ではプラスチックや木材、コルク、ゴム、ヘンプ、など他にも様々な材料を使ったものも多数存在する。西アフリカ原産の木の実でできているアサラトは暖かみのある自然で優しい音がする。

## パチカ
パチカは、木の実の代わりに小石の入ったプラスチック製の玉を使った日本製の打楽器である。

## 奏法
一方の玉を人差し指と中指の間に紐を通すように持って、手のひらを垂直にし、ナハナハの要領で前後に振る。そして二つの玉をぶつけて音を出す。もちろんアサラトはぶつけるだけではなく振ると中の小さな実が「シャカシャカ」と鳴る。さらにそれに玉どうしがぶつかる「カチャカチャ」という音とあわせると、三拍子が生まれ、まるでマラカスとカスタネットを同時に演奏しているような感覚になる。